# Roberto Livi
Ramón Roberto de Ciria Vázquez, conocido artísticamente como Roberto Livi (Buenos Aires; 17 de junio de 1942 - Aurora; 25 de enero de 2019), fue un cantautor y productor musical argentino.

## Vida y obra
Roberto nació en el barrio de Constitución de la ciudad de Buenos Aires (capital de la Argentina). Fue criado por su abuela materna. Del hombre con quien luego se casó su madre, Italo Livi, Roberto adoptaría el apellido con el cual sería conocido.
Desarrolló la mayor parte de su producción artística fuera de su país natal. En 1958 se instaló en Brasil. Primero fue coreógrafo, más tarde debutó como cantante a la edad de 17 años, haciéndolo en portugués, durante una gira con un grupo de bailarines, de nombre: “Los Robert's Twist”. Como cantante no logró demasiada trascendencia. Retornó a la Argentina a la edad de 27 años, logrando su primer éxito como compositor con un tema para Julio Iglesias, a quien había conocido en 1973 gracias a la cantante cubano-estadounidense Lissette. Esto lo determinó a abandonar sus aspiraciones de cantante y dedicarse de lleno a la composición de canciones, a lo que luego sumaría la labor de productor discográfico. En 1986, junto a su familia, se radicó en Los Ángeles, Estados Unidos, para producirle a Roberto Carlos un disco, el cual le permitió obtener a Livi sus primeros premios Grammy. En ese país viviría primero en el estado de California, luego se mudaría a Florida y finalmente a Colorado.
Se destacó especialmente en su faceta de compositor de temas melódicos y románticos. Registró como autor más de 700 canciones, muchas de las cuales fueron interpretadas por grandes artistas del mundo hispano o latino, como Julio Iglesias, Dyango, Luis Fonsi, Alejandro Sanz, José José, Roberto Carlos, Raphael, Rocío Dúrcal, Sting, Elio Roca, Vikki Carr, Chayanne, Cristian Castro, Thalía, José Feliciano, Banda Estrellas De Sinaloa, Valeria Lynch, Pimpinela, María Martha Serra Lima, Sidney Magal, el "Puma" José Luis Rodríguez, Armando Manzanero, Ana Gabriel, Isabel Pantoja, MDO, Raúl di Blasio, Palito Ortega, Andrea del Boca, Zalo Reyes, Zé Rodrix, Peninha, etc.
Algunas de sus canciones más exitosas fueron: «Cuarenta y veinte», «Cosas del amor», «Cómo han pasado los años», «Vestida de blanco», «Cuidado de amor», «La carretera», «Toco madera», «Nos amamos», «Si esta calle fuera mía», «Tu día feliz», «Marinero, marinero», etc. Sting le confió las adaptaciones en español de las letras de su álbum “Nada como el sol”.
Entre los artistas que hicieron famosas sus canciones se encuentran también Luis Fonsi, Pimpinela, Isabel Pantoja, Sting o Maria Martha Serra Lima.
Livi fue sumando éxitos como "Si esta calle fuera mía", "Nos amamos", "Marinero, marinero" o "Tu día feliz".
También fue un reconocido productor musical. El brasileño Roberto Carlos le pidió a Livi que le produjera "Si el amor se va" como primer sencillo para el álbum titulado "Volver" (1988).
La alianza entre Livi y Roberto Carlos se mantuvo en otros álbumes del intérprete brasileño: "Sonríe" (1989), "Pájaro Herido" (1990) y "Si piensas, si quieres" (1991).
En 1992, trabajó con José José en el disco "40 y 20", el primero de los tres álbumes que Livi produjo para la estrella mexicana.
También produjo para Julio Iglesias "La carretera" (1995) y "Tango" (1996), para Rocío Dúrcal "Cómo han pasado los años" (1995), y para Isabel Pantoja en cuatro ocasiones diferentes.
En 2017, Livi entró al Salón de la Fama de los Compositores Latinos (LSHOF).

## Muerte
En la madrugada del viernes 25 de enero de 2019, a la edad de 76 años, falleció en un hospital de la ciudad de Aurora, estado de Colorado, Estados Unidos, donde residía con su esposa e hijos.